# Kleine GTPasen
Die Mitglieder der Proteinfamilie der kleinen GTPasen (auch kleine G-Proteine genannt) sind kleine Proteine, die durch die alternierende Bindung der Nukleotide GDP oder GTP als molekulare „Schalter“ in Signaltransduktionsketten fungieren. Sie haben eine molare Masse von 20–25 kDa und zeichnen sich durch fünf konservierte Strukturelemente aus, aufgrund derer sie leicht identifiziert und zugeordnet werden können. Basierend auf Sequenzvergleichen kann die Familie der kleinen GTPasen in die Subfamilien Ras, Rho, Rab, Sar1/Arf und Ran unterteilt werden. In Pflanzen findet sich das kleine G-Protein Rop („Rho of plants“), das seinen Namen der Homologie zum tierischen Rho verdankt.

## Aufbau
Alle bisher charakterisierten kleinen GTPasen sind mit Membranen assoziiert. Die Assoziation mit der aus Lipiden aufgebauten Zellmembran wird in den meisten Fällen durch einen posttranslational an den N- oder C-Terminus angehefteten Fettsäurerest (Farnesyl-, Geranylgeranyl-, Myristyl- oder Palmitylrest) vermittelt. Bei der am häufigsten vorkommenden Prenylierung werden Farnesyl- oder Geranylgeranylreste an ein Cystein gekoppelt, welches Bestandteil des C-terminalen Erkennungsmotivs CaaX (C: Cystein, a: aliphatische Aminosäure, X: Leucin, Methionin, Serin oder Glutamin) ist. Zusätzlich zur Prenylierung erfolgt bei einigen Ras-GTPasen noch eine zweite posttranslationale Modifikation in Form einer Palmitoylierung (beispielsweise H-Ras und N-Ras). In anderen Fällen befinden sich positiv geladenen Aminosäuren in einer polybasischen Region im C-Terminus der kleinen GTPase, die ebenfalls die Membranassoziation durch Interaktion mit negativ geladenen Gruppen im polaren Teil von Membranlipiden unterstützen. Die fünf konservierten Bereiche der kleinen GTPasen sind für die Nukleotid- und Mg2+-Bindung, für die intrinsische GTPase-Aktivität und für den durch den Nukleotidaustausch induzierten Konformationswechsel notwendig.

## Funktion
Kleine GTPasen übernehmen in der Zelle vielfältige Aufgaben: Sie sind am Wachstum und der Differenzierung von Zellen beteiligt (beispielsweise Ras, Ral), regulieren den Aufbau des Cytoskeletts und damit Zellgestalt und Zellmigration (beispielsweise Rho, Rac, Cdc42, Ral), sie sind am nukleären Import beteiligt (beispielsweise Ran) und  regulieren die Exozytose und Endozytose sowie den intrazellulären Vesikeltransport (beispielsweise Arf, Rab-Familie, Ral). Bekanntester Vertreter der kleinen GTPasen ist das Protein Ras. Mutationen, die Ras konstitutiv aktivieren, spielen eine wichtige Rolle bei der Entstehung von Karzinomen.

## Aktivierung

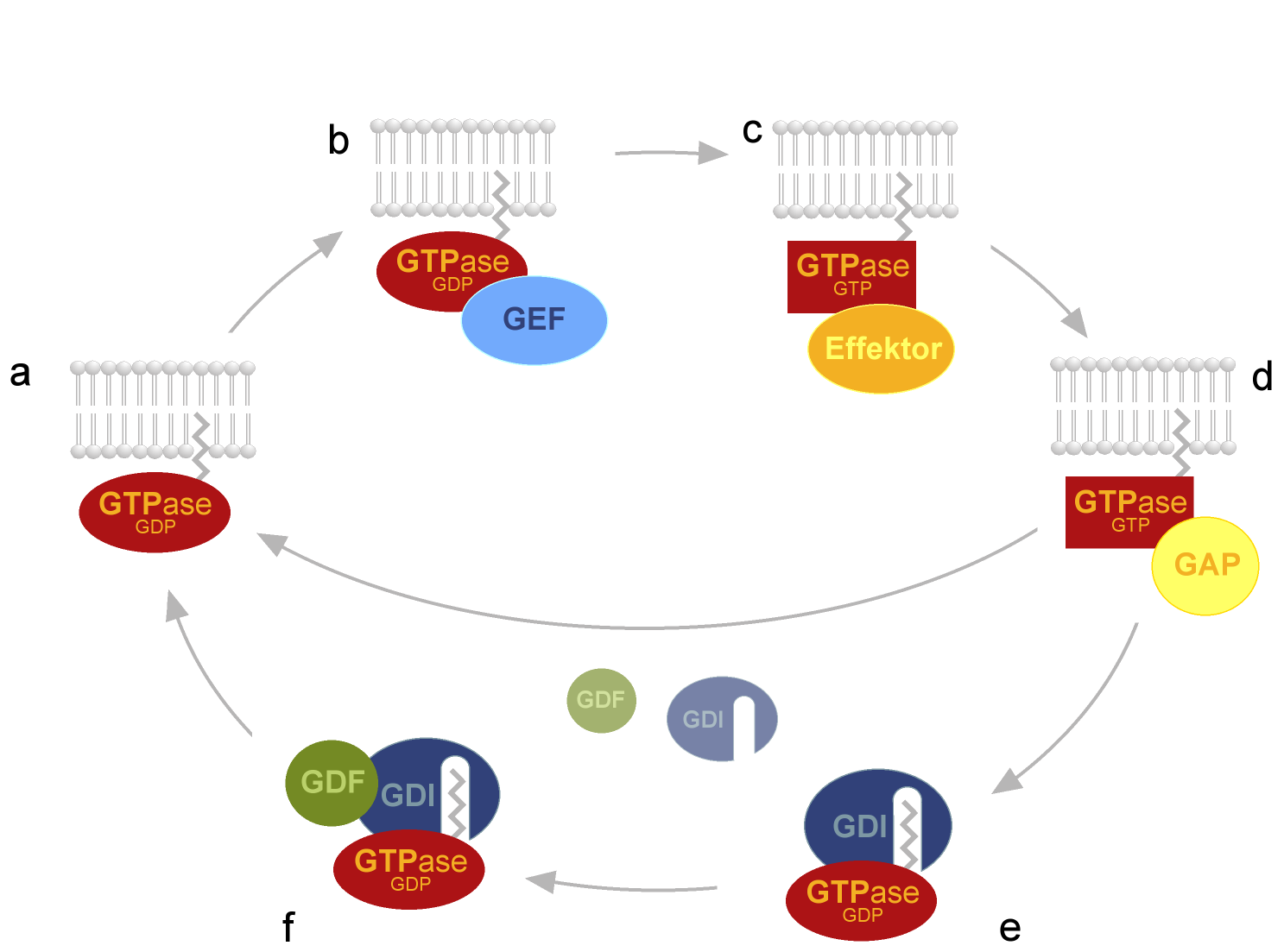
GTPase Zyklus

Kleine GTPasen binden Guaninnukleotide mit hoher Affinität. Dementsprechend ist die Dissoziation der gebundenen Nukleotide sehr gering. Der Wechsel von GDP- zu GTP-gebundener Form und damit die Aktivierung der GTPasen wird deshalb durch sogenannte „guanine nucleotide exchange factors“ (GEF) katalysiert. Mittlerweile wurden in mehreren Fällen für dieselbe GTPase mehrere GEFs identifiziert, die z. T. gewebe- oder entwicklungsspezifisch exprimiert oder durch unterschiedliche Signale aktiviert werden und auf diese Weise zur Spezifität der Aktivierung einer GTPase beitragen. Bei der Aktivierung von kleinen GTPasen durch GEFs werden verschiedene Zwischenstadien durchlaufen, die in vergleichbarer Weise auch bei der Aktivierung der Gα-Untereinheit heterotrimerer G-Proteine auftreten. Für die Aktivierung von GTPasen durch GEFs wurde folgender Mechanismus vorgeschlagen:
1. Bindung des GEF mit niedriger Affinität an die GDP-gebundene GTPase
2. Öffnung der Nukleotid-Bindestelle der GTPase und Destabilisierung der hochaffinen GDP-Bindung
3. Dissoziation des GDP aus diesem initialen Komplex
4. Bildung eines binären, Nukleotid-freien GEF-GTPase Komplexes, in dem beide Proteine hochaffin miteinander interagieren
5. Aufnahme von in der Zelle in etwa 10-fach höherer Konzentration als GDP vorliegenden freiem GTP
6. Induktion der Dissoziation des GTPase-GEF-Komplexes aufgrund einer durch die Bindung von GTP induzierten Konformationsänderung der GTPase.

GEFs haben also zwei Aufgaben: sie destabilisieren die starke GDP-GTPase-Interaktion und stabilisieren den Nukleotid-freien Zustand der GTPase.
Zwei variable Regionen verändern abhängig vom gebundenen Nukleotid ihre Konformation. Man nennt diese Regionen deshalb „switch I“- und „switch II“-Region. Die durch die GTP-Bindung induzierte Konformationsänderung der GTPase ermöglicht über die „switch I“-Region die Interaktion mit sogenannten Effektormolekülen. Dabei handelt es sich definitionsgemäß um Proteine, die vornehmlich mit der aktivierten, GTP-gebundenen Form der GTPase interagieren und auf diese Weise spezifisch lokalisiert und/oder aktiviert werden. Die  „switch I“-Region wird deshalb auch häufig „effector loop“ genannt.
Der Wechsel von GTP- zu GDP-gebundener Form, also die Inaktivierung der kleinen GTPasen, wird durch sogenannte  „GTPase-activating proteins“ (GAP) katalysiert, welche die intrinsische GTPase-Funktion der kleinen GTPasen verstärken und so die Hydrolyse des GTPs zu GDP bewirken.
Für einige GTPasen wie beispielsweise Rab oder Rho-GTPasen sind sogenannte „guanine nucleotide dissociation inhibitors“ (GDI) beschrieben worden, welche die GTPase im Zytoplasma in einem inaktiven Zustand halten: Sie stabilisieren den GDP-gebundenen Zustand der GTPase und lösen die GTPase aus der Membran, indem sie an den prenylierten C-Terminus der GTPasen binden, der das Protein normalerweise in der Membran verankert. GDI-regulierte  GTPasen liegen also auch cytoplasmatisch als GTPase-GDI-Komplexe vor. Die Dissoziation des GTPase-GDI-Komplexes wird durch „GDI dissociation factors“ (GDF) katalysiert.